# Acrolophus luriei
Acrolophus luriei är en fjärilsart som beskrevs av Hasbrouck 1964. Acrolophus luriei ingår i släktet Acrolophus och familjen Acrolophidae. Inga underarter finns listade i Catalogue of Life.